# Locomotiva Thomas și prietenii săi - Sezonul 4
Locomotiva Thomas și prietenii săi este o serie de televiziune bazată pe Seria Căilor Ferate scrisă de Wilbert Awdry, în care ne este prezentată viața unui grup de locomotive și vehicule cu trăsături umane, ce trăiesc pe Insula Sodor.În acest sezon apar și locomotivele miniere, sezonul 4 axându-se mai mult pe poveștile lor. 
Acest articol se referă la Sezonul 4. A fost produs în anul 1995 de Britt Allcroft și David Mitton.

## Difuzare în România
Acest sezon  a fost difuzat pe postul TV JimJam, in data de 24 iulie 2009

## Sezonul 4
| Numărul Episodului Din Totalul De Episoade | Numărul De Episoade | Titlu Original                     | Titlu Română                            |
| ------------------------------------------ | ------------------- | ---------------------------------- | --------------------------------------- |
| 79                                         | 1                   | Granpuff                           | Bunicutul                               |
| 80                                         | 2                   | Sleeping Beauty                    | Frumosul Din Pădurea Adormita           |
| 81                                         | 3                   | Bulldog                            | Buldog                                  |
| 82                                         | 4                   | You Can't Win                      | Nu Poți Sa Castigi                      |
| 83                                         | 5                   | Four Little Engines                | Patru Locomotive Mici                   |
| 84                                         | 6                   | A Bad Day For Sir Handel           | O Zi Rea Pentru Sir Handel              |
| 85                                         | 7                   | Peter Sam And The Refreshment Lady | Peter Sam Și Vânzătoarea De Racoritoare |
| 86                                         | 8                   | Trucks                             | Vagoanele De Marfa                      |
| 87                                         | 9                   | Home At Last                       | Acasă În Sfarsit                        |
| 88                                         | 10                  | Rock'N'Roll                        | Rock'N'Roll                             |
| 89                                         | 11                  | Special Funnel                     | Coșul Special                           |
| 90                                         | 12                  | Steam Roller                       | Utilajul De Netezit                     |
| 91                                         | 13                  | Passengers And Polish              | Calatorii Și Lustruitul                 |
| 92                                         | 14                  | Gallant Old Engine                 | O Locomotiva Pe Cinste                  |
| 93                                         | 15                  | Rusty To The Rescue                | Salvatorul Rusty                        |
| 94                                         | 16                  | Thomas & Stepney                   | Thomas Si Stepney                       |
| 95                                         | 17                  | Train Stops Play                   | Trenul Ce Strica Joaca                  |
| 96                                         | 18                  | Bowled Out                         | Pălăria Buclucasa                       |
| 97                                         | 19                  | Henry & The Elephant               | Henry Și Elefantul                      |
| 98                                         | 20                  | Toad Stands By                     | Vagonul De Franare                      |
| 99                                         | 21                  | Bulls Eyes                         | Ochi De Taur                            |
| 100                                        | 22                  | Thomas And The Special Letter      | Thomas Si Scrisoarea Cea Speciala       |
| 101                                        | 23                  | Paint Pots And Queens              | Vopseaua Și Regina                      |
| 102                                        | 24                  | Fish                               | Peste                                   |
| 103                                        | 25                  | Special Attraction                 | Atractie Speciala                       |
| 104                                        | 26                  | Mind That Bike                     | Ai Grija La Bicicleta                   |